# Biastes emarginatus
Biastes emarginatus là một loài Hymenoptera trong họ Apidae. Loài này được Schenck mô tả khoa học năm 1853.